# Hermann Gröhe
Hermann Gröhe (25 de febrero de 1961) es un político alemán, afiliado a la CDU. Fue nombrado ministro de Salud en el Tercer Gabinete Merkel, y prestó juramento en el cargo el 17 de diciembre de 2013.

## Biografía
Gröhe terminó la facultad de derecho en la Universidad de Colonia y fue asistente de investigación en la universidad de 1987 a 1993. También trabajó como abogado en prácticas en un tribunal local de Colonia desde 1991 hasta 1993. Ha sido abogado licenciado desde 1997.